# Pontmain
Pontmain è un comune francese di 882 abitanti situato nel dipartimento della Mayenne nella regione dei Paesi della Loira, noto anche per un'apparizione mariana avvenuta nel 1871.

## Apparizione mariana
La sera del 17 gennaio 1871, mentre le truppe prussiane avanzavano sul territorio francese, quattro bambini del paese, Eugène e Joseph Barbedette, Jeanne-Marie Lebossé e Françoise Richer, videro nel cielo una bellissima signora, che successivamente riconobbero essere la Vergine Maria. Ben presto tutto il paese accorse insieme al parroco, Michel Guérin, che inizialmente non confermò, né classificò come fandonie quanto i bambini dicevano di vedere, ma semplicemente invitò tutti a pregare con fervore. Per circa tre ore la figura della Madonna rimase in silenzio seguendo la preghiera dall'alto, poi lasciò un messaggio scritto su una banda bianca apparsa sotto i suoi piedi, che recitava: "Ma pregate, miei bambini, Dio vi risponderà prestissimo. Mio Figlio permette che il suo cuore si lasci toccare".
Un anno dopo il vescovo di Laval, dopo un processo diocesano, approvò le apparizioni e nel 1877 furono completati i lavori della basilica in stile gotico in onore di Nostra Signora della Preghiera (questo il titolo attribuito alla Vergine apparsa ai bimbi di Pontmain). Oggi il santuario è meta di circa 300.000 pellegrini all'anno.

## Società

### Evoluzione demografica
Abitanti censiti